# 追分駅 (北海道)
追分駅（おいわけえき）は、北海道勇払郡安平町追分中央にある北海道旅客鉄道（JR北海道）の駅である。駅番号はK15。
所属線の室蘭本線に石勝線を加えた2路線が乗り入れ、特急「とかち」の全列車と「おおぞら」の一部が停車する。事務管理コードは▲130330。

## 歴史
もともと北海道炭礦鉄道室蘭線（→室蘭本線）から夕張への支線（→石勝線）の分岐駅は、馬追（由仁）を分岐駅とする予定であったが、工事の都合上、当地での分岐に変更された経緯がある。当駅が置かれたことで、現在の追分市街が形成されるに至った。
- 1892年（明治25年）

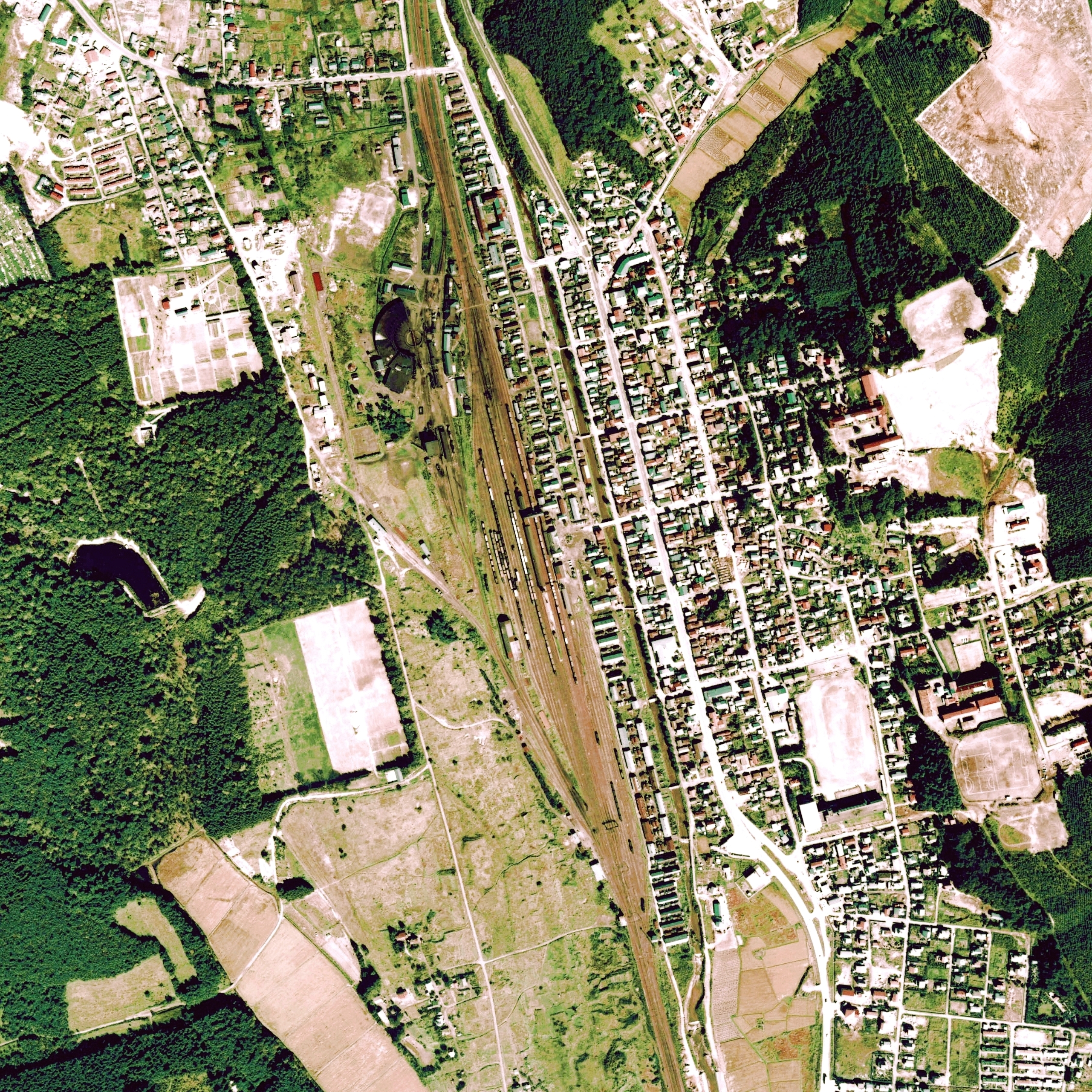
1975年9月の追分駅と周囲1.5 km範囲。上が左から貨物仕分用引き上げ線、室蘭本線岩見沢方面、及び夕張線（当時）夕張方面。ホームは間に2本の待避用中線を挟む単式と島式の複合2面3線で、切り欠きの4番ホームはまだ無い。この内単式ホーム1番線は夕張線が発着していた。駅裏北側にある機関区の大きな扇型車庫は、この写真の約7ヶ月後に焼失した。

  - 8月1日：北海道炭礦鉄道室蘭線の駅として開業[7]。一般駅[2]。追分機関庫設置[6]。
  - 11月1日：追分 - 夕張間の支線（後の夕張線、現在の石勝線）が開業[7][8]。
- 1898年（明治31年）
  - 2月1日：扇型機関車庫新設[6]。
  - 下期：駅舎改築。跨線橋設置[6]。
- 1902年（明治35年）4月15日：北海道炭礦鉄道追分骸炭（コークス）製造所開設[9]。専用線700 m敷設。
- 1906年（明治39年）10月1日：北海道炭礦鉄道の鉄道路線国有化により、官設鉄道に移管[2][8]。
- 1909年（明治42年）7月1日：追分検車所設置。
- 1913年（大正2年）6月2日：追分機関庫設置（北海道鉄道管理局の事務上制定）[7]。
- 1918年（大正7年）9月：掃除夫のカンテラから油に引火し扇型機関車庫全焼[10]。
- 1921年（大正10年）9月：扇形機関車庫再建[10]。
- 1922年（大正11年）2月28日：北炭追分骸炭製造所閉鎖[11]。専用線使用停止。
- 1943年（昭和18年）9月1日：2代目駅舎への改築工事完成[12]。
- 1954年（昭和29年）8月10日：昭和天皇、香淳皇后のお召し列車が追分駅に停車。駅前奉迎が行われた[13]。
- 1976年（昭和51年）
  - 3月2日：入換用に使用していた蒸気機関車（9600形3両）をディーゼル機関車に置き換え[14]。北海道の蒸気機関車通常運用の最後。
  - 4月13日：扇形機関車庫再び全焼。DD51：7台、DE10：1台、SL：5台（さよなら運転のD51-241と、79602、D51-465、D51-603、D51-1086）焼失[14]。
- 1977年（昭和52年）5月10日：扇形機関車庫再々建[14]。
- 1978年（昭和53年）10月2日：いわゆる「ゴーサントオ」白紙改正に伴い、石炭輸送が清水沢駅・沼ノ沢駅から苫小牧・東室蘭への直行輸送に変更、上り仕分線を廃止[12]。
- 1979年（昭和54年）
  - 4月10日：3代目駅舎工事着工[12]。
  - 10月17日：3代目駅舎を一部使用開始[12]。
- 1980年（昭和55年）4月10日：3代目駅舎（現駅舎）改築落成式を挙行[12]。
- 1981年（昭和56年）
  - 8月1日：夕張線（石勝線未開業部分を含）CTC化に伴い、駒里信号場 - 滝ノ下信号場間各駅・信号場を管理下に置く[12]。
  - 10月1日：石勝線開業[8][12]。
  - 11月2日：室蘭本線岩見沢駅 - 沼ノ端駅間CTC化に伴い、三川駅 - 早来駅間の各駅を管理下に置く[15][12]。
  - 11月6日：駅前広場舗装工事完了[12]。
- 1982年（昭和57年）3月1日：荷物フロントを業務委託[12]。
- 1984年（昭和59年）2月1日：貨物・荷物扱い廃止[2]。
- 1987年（昭和62年）4月1日：国鉄分割民営化に伴い、北海道旅客鉄道（JR北海道）の駅となる[2][8]。
- 1992年（平成4年）7月：岩見沢運転所追分派出所（旧・追分運転所）が追分駅に統合される。
- 1994年（平成6年）度：石勝線・根室線高速化工事に伴い同年度に構内改良[16]。
- 2005年（平成17年）3月：運転部門が岩見沢運転所に統合され、運転士の配置がなくなる。
- 2024年（令和6年）度：話せる券売機を設置[JR北 1]。
- 2025年（令和7年）3月15日：同日のダイヤ改正で下り「おおぞら」の通過列車を「おおぞら5号」から「おおぞら7号」に変更[JR北 2]。

### 駅名の由来
「追分町#歴史」も参照
もともと当駅付近は「植苗村アビラ」と称していたが、当地で夕張への支線（→石勝線）が分岐することから、分かれ道を意味する和語より「追分」と命名された。
その後、1895年（明治28年）に地名も「追分」に改称され、1952年（昭和26年）には安平村（→早来町）から追分村（→追分町）として分離独立するまでに至った。その後、2006年〔平成18年〕に再度合併し安平町が発足している。

## 駅構造
駅舎に面した単式ホーム1面1線（1番のりば）、島式ホーム1面2線（2・3番のりば）および2番のりばの岩見沢・新得方を切り欠いた切り欠き式ホーム1線（4番のりば）、計2面4線を有する地上駅。各ホーム間は跨線橋で連絡している。駅の南側で石勝線が室蘭本線を跨ぐ形で立体交差している。1・2番のりばの間に中線があり、石勝線の通過線となっている。
直営駅である。みどりの窓口と話せる券売機が設置されている。自動改札機は設置されていない。以前はキヨスクもあった。駅舎の半分は追分保線所（旧・追分工務所）となっている。
管理駅として、室蘭本線遠浅駅 - 栗丘駅の各駅と、石勝線川端駅を管理下に置いている。

### のりば
| 番線 | 路線                     | 方向                     | 行先                     | 備考                     |
| ---- | ------------------------ | ------------------------ | ------------------------ | ------------------------ |
| 1    | ■石勝線                  | 上り                     | 千歳・札幌方面           |                          |
| 1    | ■石勝線                  | 下り                     | 新夕張・帯広・釧路方面   |                          |
| 2    | ■室蘭本線                | 上り                     | 苫小牧・糸井方面         |                          |
| 2    | ■室蘭本線                | 下り                     | 岩見沢方面               | 当駅始発                 |
| 2    | ■石勝線                  | 下り                     | 新夕張方面               |                          |
| 3    | ■室蘭本線                | 下り                     | 岩見沢方面               |                          |
| 3    | ■石勝線                  | 下り                     | 新夕張方面               |                          |
| 4    | 現在は使用されていない。 | 現在は使用されていない。 | 現在は使用されていない。 | 現在は使用されていない。 |

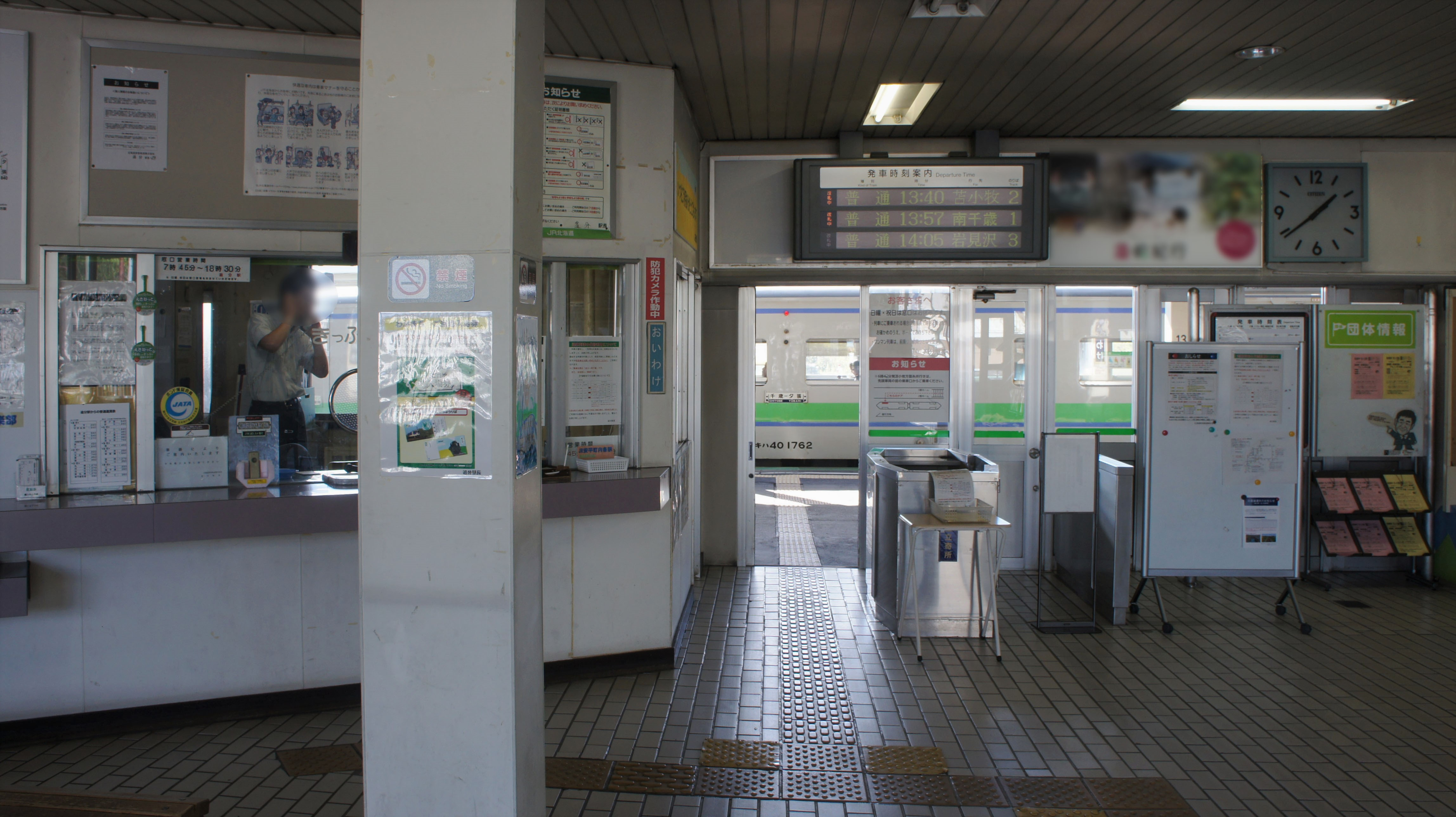
改札口（2018年9月）
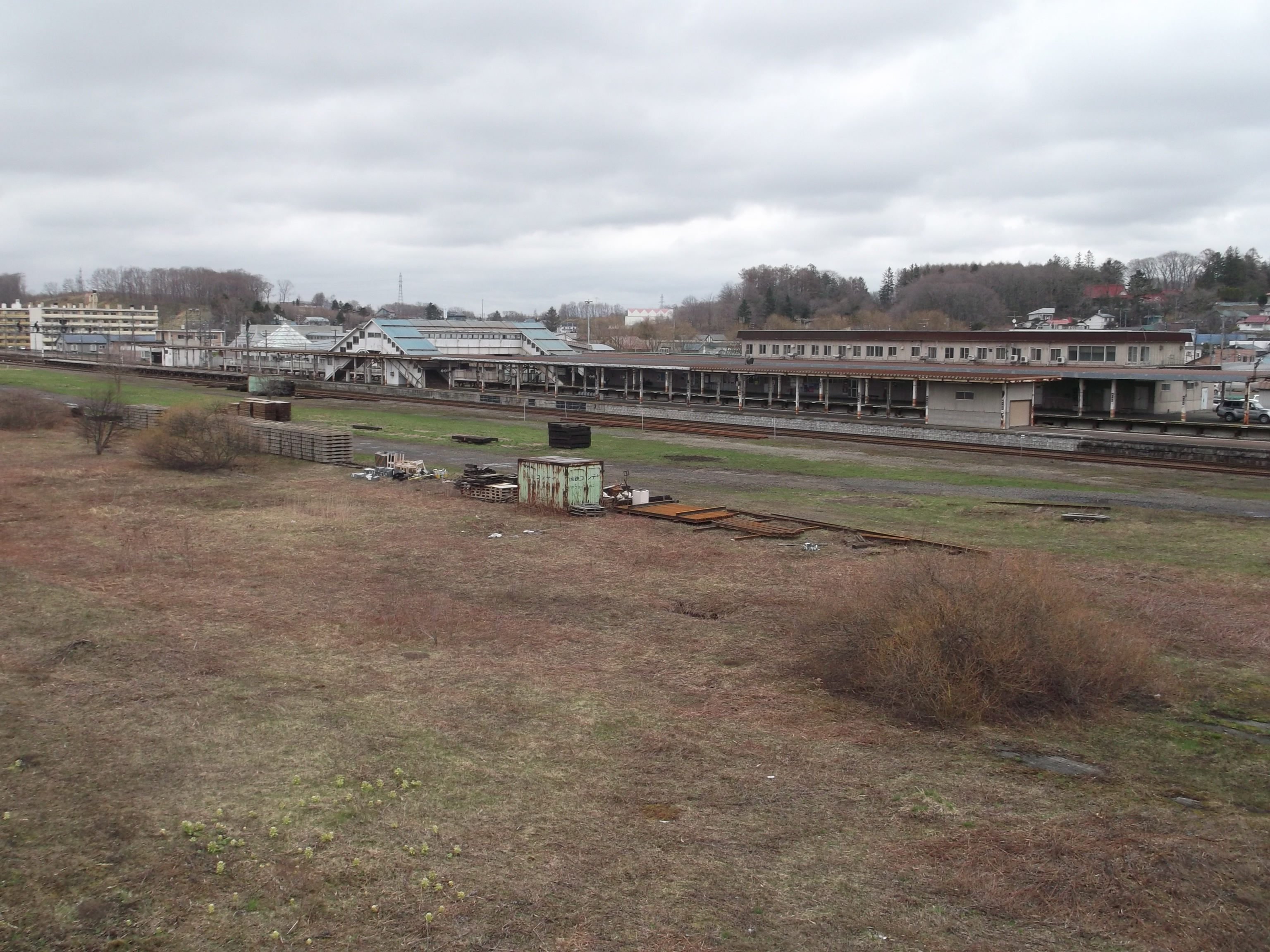
駅構内（2013年5月）
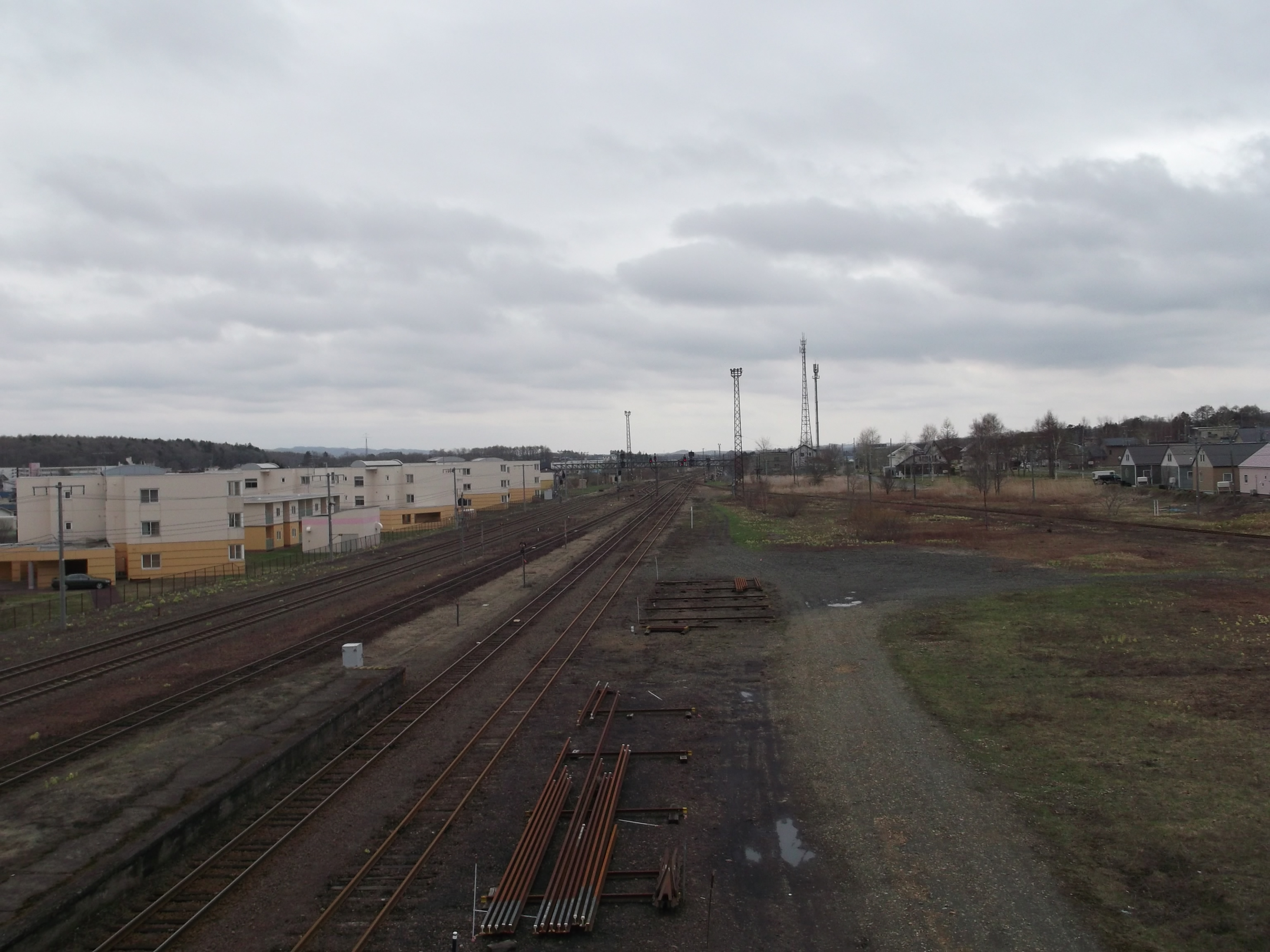
駅付近のセンターブリッジから南千歳・安平方面を望む（2013年5月）
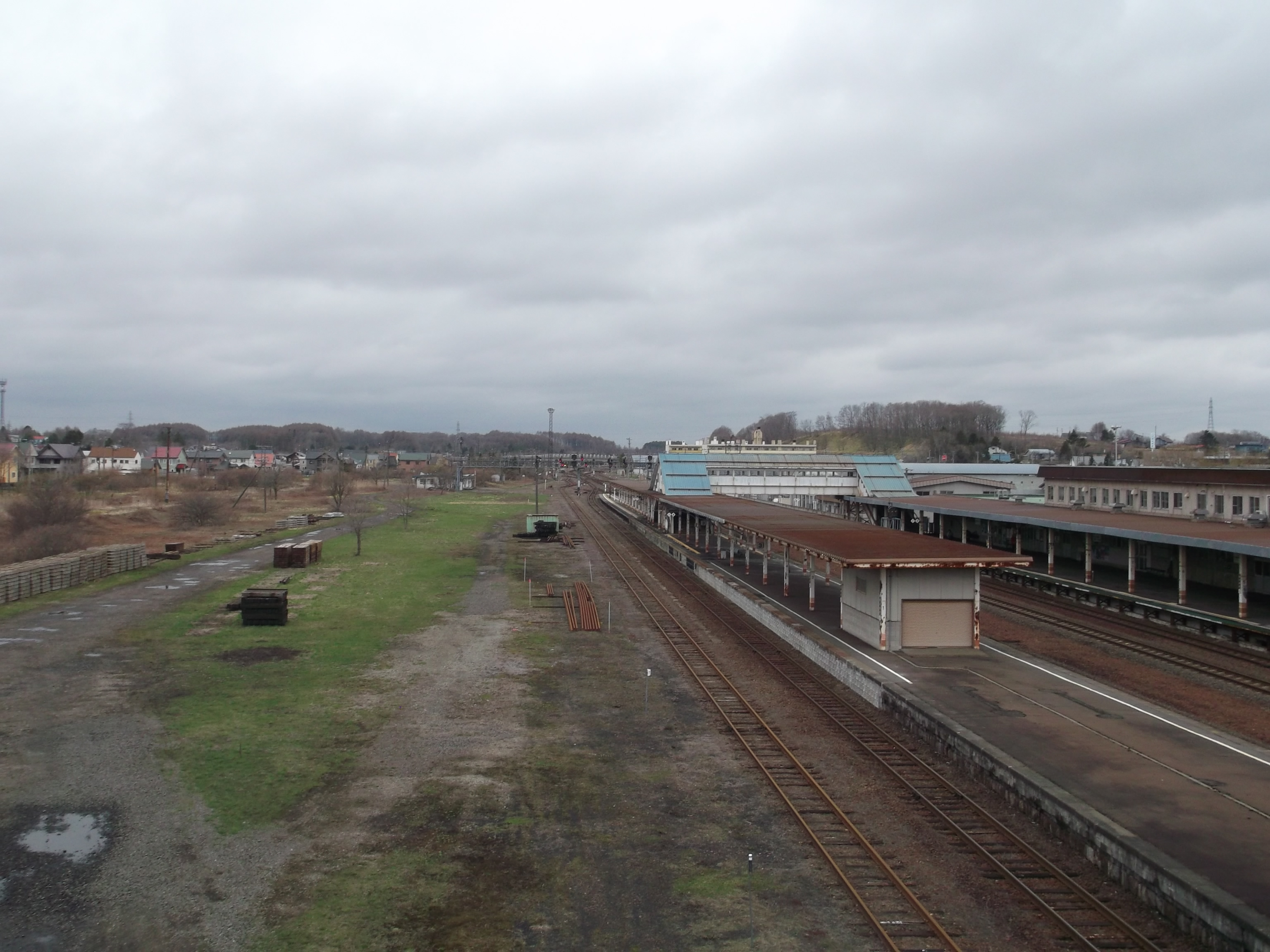
駅付近のセンターブリッジから三川・東追分方面を望む（2013年5月）
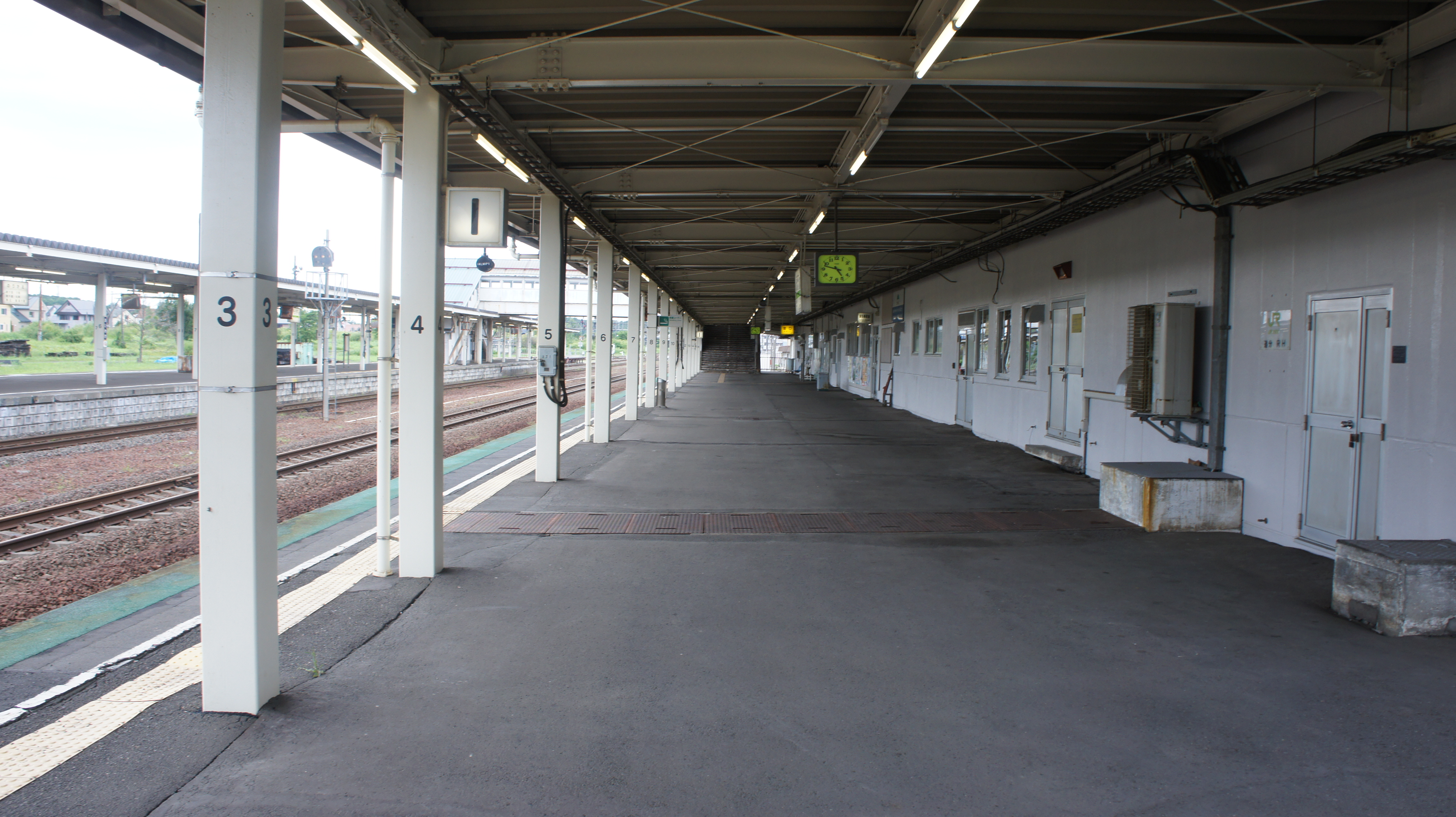
1番線ホーム（2017年7月）
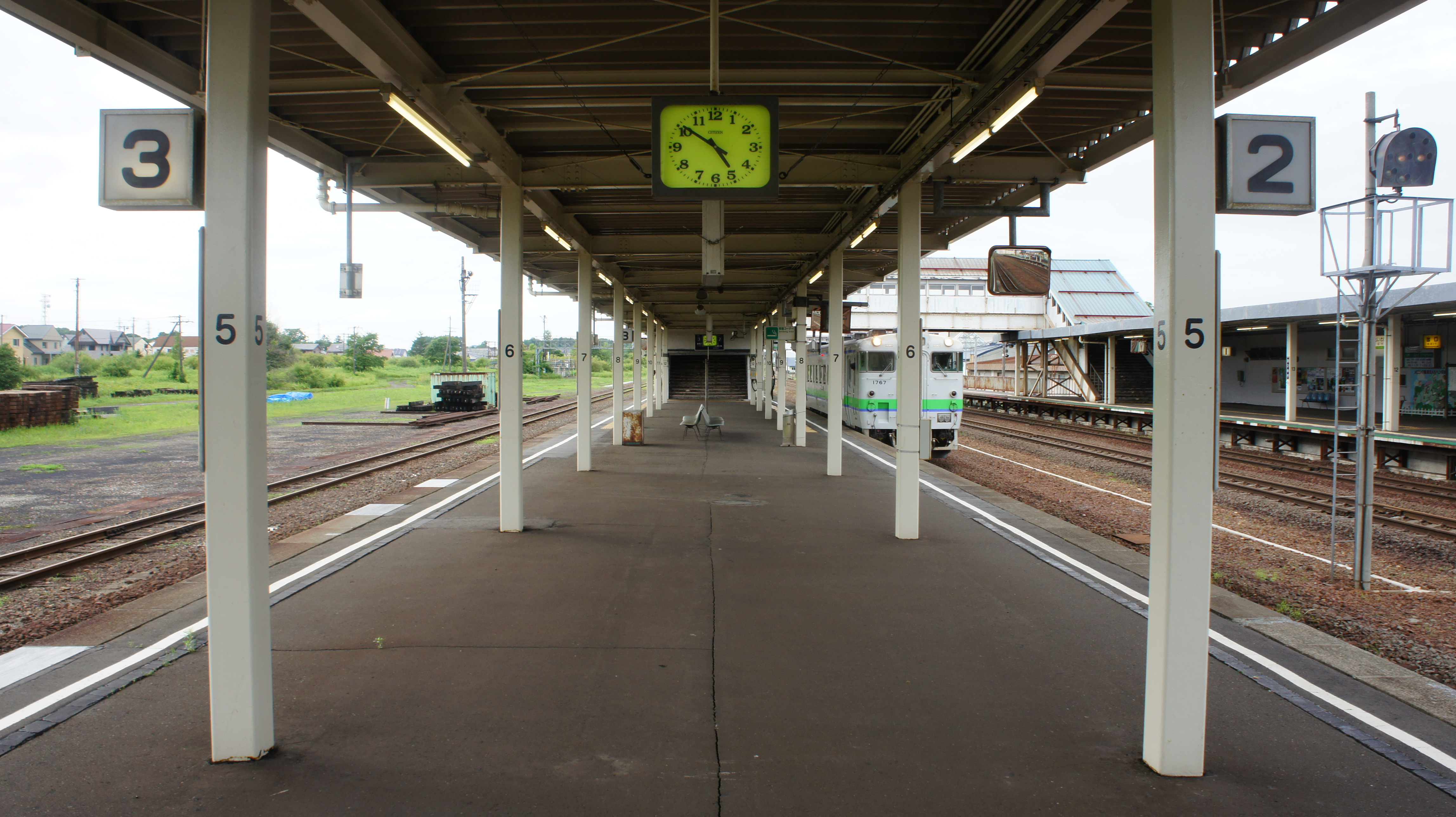
2・3番線ホーム（2017年7月）
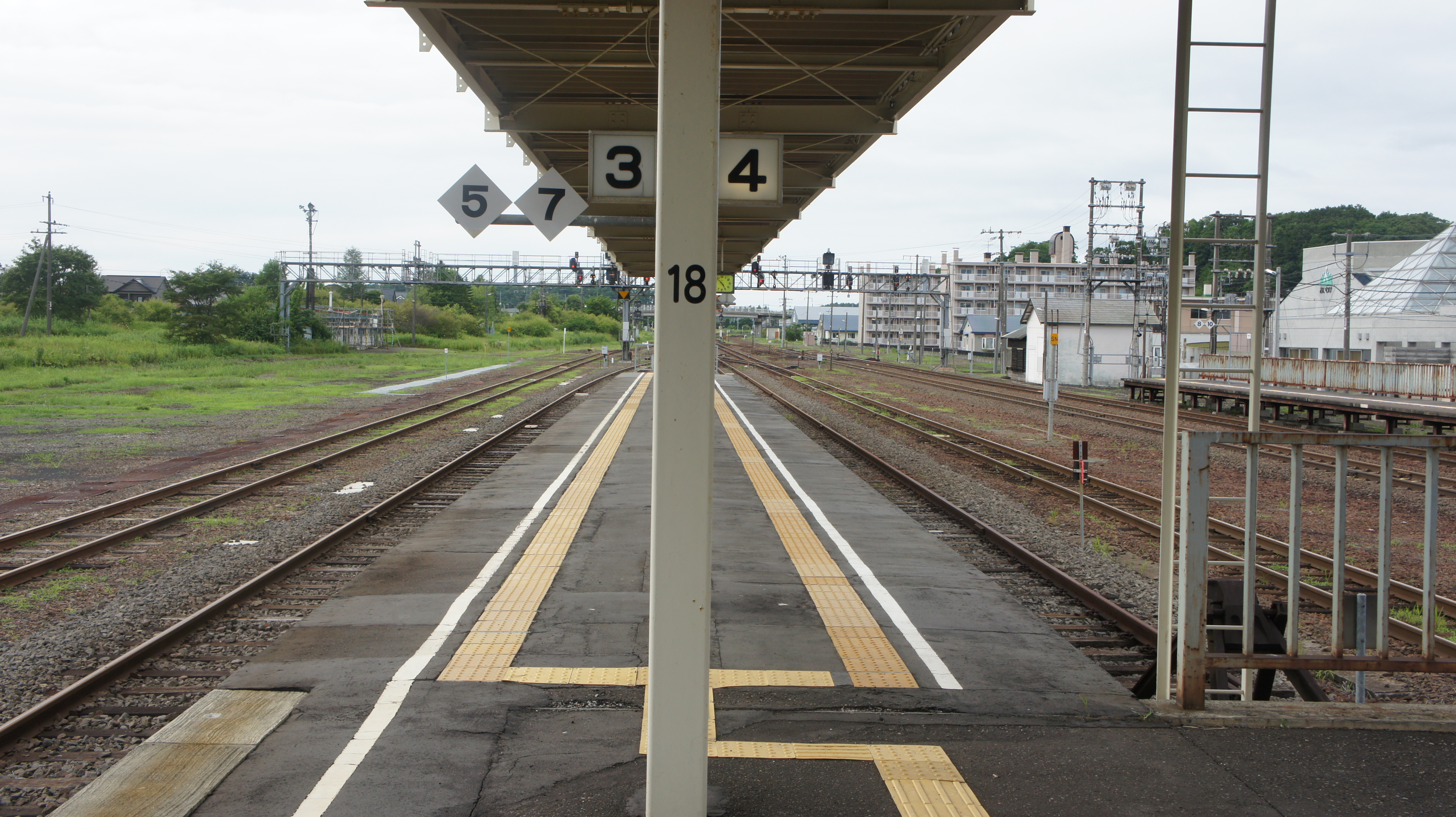
3・4番線ホーム（2017年7月）
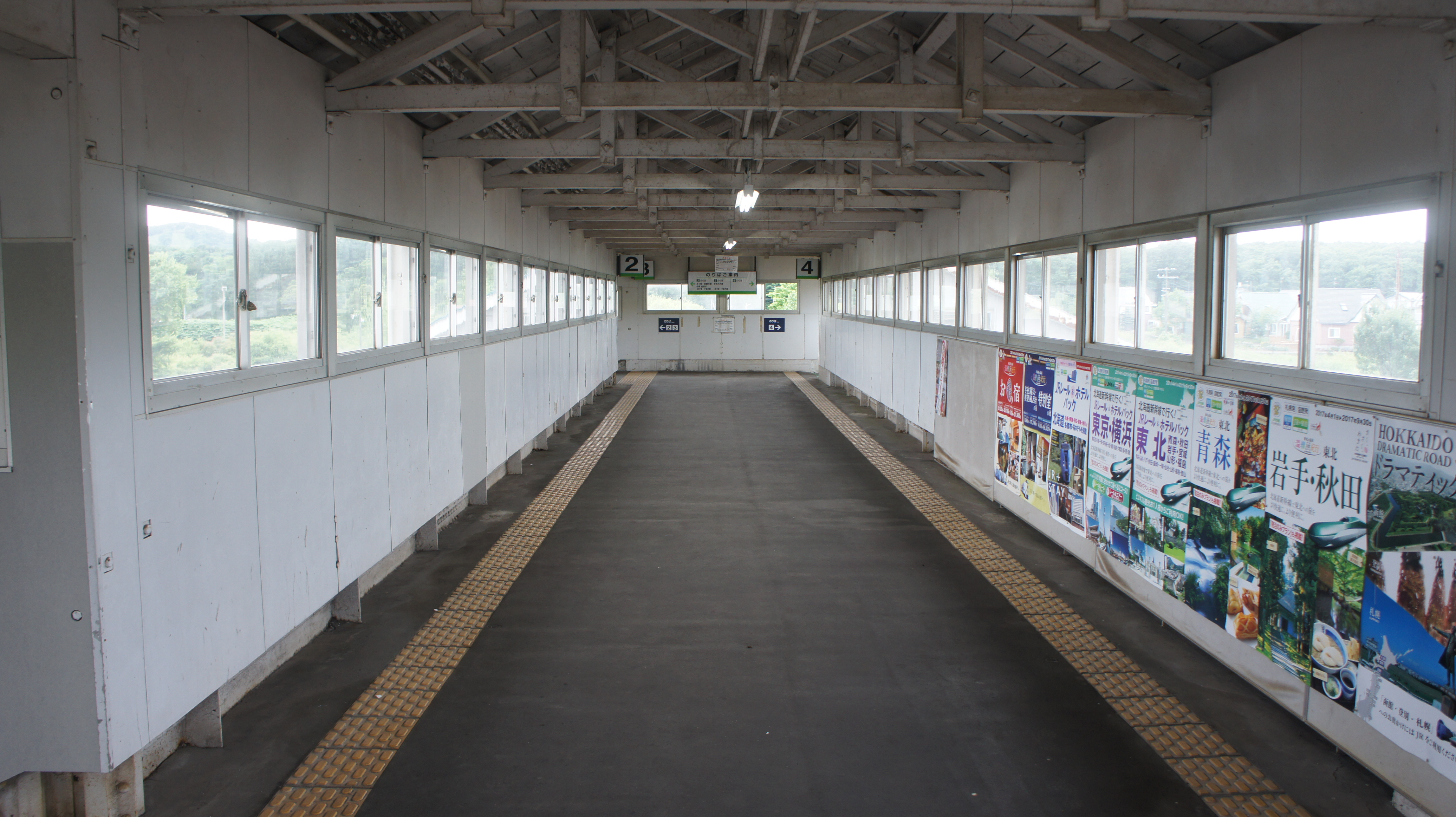
跨線橋（2017年7月）
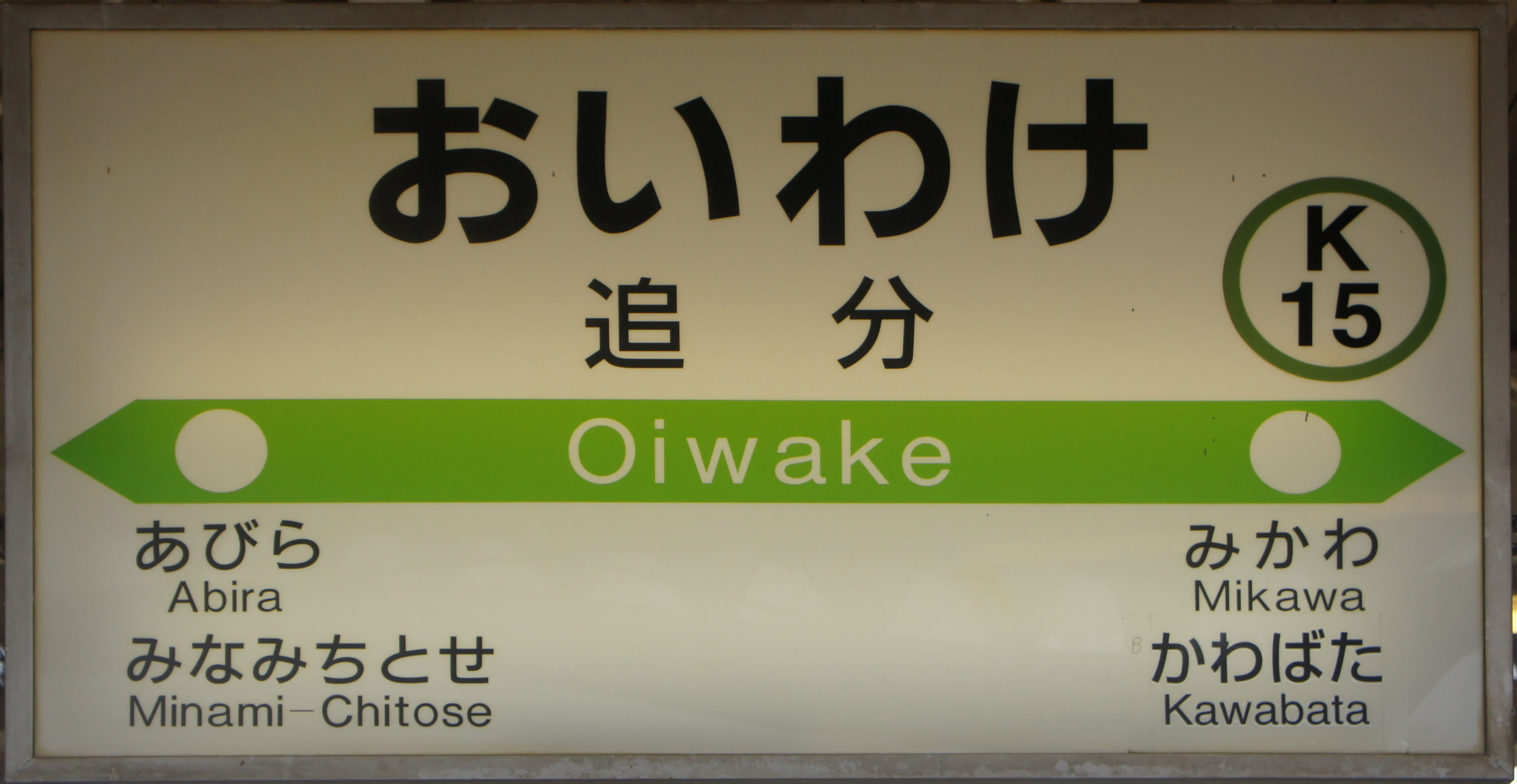
駅名標（2017年7月）

## 利用状況
乗車人員の推移は以下のとおり。年間の値のみ判明している年については、当該年度の日数で除した値を括弧書きで1日平均欄に示す。乗降人員のみが判明している場合は、1/2した値を括弧書きで記した。また、「JR調査」については、当該の年度を最終年とする過去5年間の各調査日における平均である。
| 年度               | 乗車人員 | 乗車人員 | 乗車人員 | 出典        | 備考             |
| 年度               | 年間     | 1日平均  | JR調査   | 出典        | 備考             |
| ------------------ | -------- | -------- | -------- | ----------- | ---------------- |
| 1896年（明治29年） | 6,140    | (16.8)   |          | [ 19 ]      |                  |
| 1897年（明治30年） | 10,163   | (27.8)   |          | [ 19 ]      |                  |
| 1898年（明治31年） | 9,453    | (25.9)   |          | [ 19 ]      |                  |
| 1899年（明治32年） | 13,806   | (37.7)   |          | [ 19 ]      |                  |
| 1902年（明治35年） | 16,273   | (44.6)   |          | [ 19 ]      |                  |
| 1903年（明治36年） | 18,247   | (49.9)   |          | [ 19 ]      |                  |
| 1934年（昭和09年） | 74,486   | (204.1)  |          | [ 19 ]      |                  |
| 1992年（平成04年） |          | (194.0)  |          | [ 20 ]      | 1日乗降人員：388 |
| 2016年（平成28年） |          |          | 245.8    | [ JR北 4 ]  |                  |
| 2017年（平成29年） |          |          | 242.2    | [ JR北 5 ]  |                  |
| 2018年（平成30年） |          |          | 235.8    | [ JR北 6 ]  |                  |
| 2019年（令和元年） |          |          | 225.8    | [ JR北 7 ]  |                  |
| 2020年（令和02年） |          |          | 212.8    | [ JR北 8 ]  |                  |
| 2021年（令和03年） |          |          | 207.8    | [ JR北 9 ]  |                  |
| 2022年（令和04年） |          |          | 198.2    | [ JR北 10 ] |                  |
| 2023年（令和05年） |          |          | 184.6    | [ JR北 11 ] |                  |

## 駅周辺
- 北海道道290号追分停車場線
- 北海道道226号舞鶴追分線・北海道道462号川端追分線
- 安平町役場追分庁舎（旧・追分町役場）
- 安平町 ぬくもりセンター（ぬくもりの湯 併設）
- 苫小牧警察署追分駐在所
- 追分郵便局
- 北海道銀行追分支店
- とまこまい広域農業協同組合（JAとまこまい広域）追分支所
- 道の駅あびら D51ステーション（旧安平町鉄道資料館、追分町SL資料館） 徒歩15分
- あつまバス「追分駅前」停留所

## 隣の駅
北海道旅客鉄道（JR北海道）
室蘭本線
安平駅 - 追分駅 (K15) - 三川駅
■石勝線

■普通
南千歳駅 (H14) - （駒里信号場） - （西早来信号場） - 追分駅 (K15) - （東追分信号場） - 川端駅 (K17)